# Paul Le Goff (orfèvre)
Pour les articles homonymes, voir Paul Le Goff et Le Goff.
Paul Le Goff (baptisé le 23 décembre 1754 à Morlaix et mort le 29 février 1840 à Saint-Brieuc) est un orfèvre breton ayant exercé aux XVIIIe siècle et XIXe siècle au sein de la jurande d'orfèvres de Morlaix puis, après la Révolution française, au sein de la communauté des orfèvres de Morlaix dont il est le dernier représentant. 
Il est le fils de l'orfèvre Jean-Pierre Le Goff, un des membres les plus prolifiques de la communauté des orfèvres de Morlaix.

## Réalisations
Une croix de procession en l'église Notre-Dame de Croaz-Batz à Roscoff (Finistère), en argent, livrée le 26 thermidor an XIII (14 août 1805) et classée au titre objet des monuments historiques le 19 juin 1968.
Une navette à encens et sa cuiller pour l'église Saint-Pierre de Taulé, exécutées entre 1809 et 1819,  inscrites au titre objet des monuments historiques le 5 juillet 1994, puis classées au titre objet le 10 mai 1995,.
Un encensoir en argent pour l'église de Plusquellec (Côtes-d'Armor), exécuté vers 1819 et classé au titre objet le 2 avril 1982.
Une navette à encens et sa cuiller située en l'église Saint-Maudez de Duault (Côtes-d'Armor), argent repoussé et ciselé, datée par poinçons entre 1819 et 1838.
Un encensoir situé en l'église Saint-Maudez de Duault (Côtes-d'Armor), argent fondu, repoussé et ciselé, daté par poinçons entre 1819 et 1838.
Une boîte aux saintes huiles en l'église Notre-Dame de l'Île-de-Batz, en argent, datée par poinçons entre 1819 et 1838.